# نوال 96
ألبوم نوال 96 هو أحد ألبومات الفنانة نوال الكويتية واحتوى على سبعة أغاني وقد صدر في عام 1996.

## قائمة الأغاني
1. «تدري ولا ماتدري»
2. «نصيبي»
3. «لو رحت عني»
4. «خلاص»
5. «هذا حبيبي»
6. «أنا ولا إنت»
7. «أعاني»